# SINPO

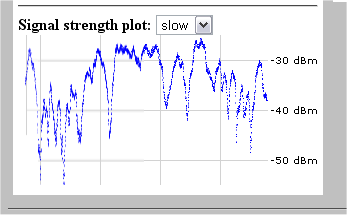
El Graphic Fading Trace (QSB) de Radio Cina Internazionale recibe sus 9640 kHz en Italia el 18 de enero de 2014.

SINPO o código SINPO es un código usado para describir la calidad de las transmisiones de radio, especialmente en informes de recepción escritos por oyentes de onda corta. Cada letra del código representa un factor específico de la señal, y cada factor está medido en un escala del 1 al 5.

## Explicación del código
- S - señal (QSA) Intensidad de la Señal
- I - interferencia (QRM) Interferencias señales adyacentes
- N - ruido (de noise)(QRN)Perturbaciones Atmosféricas
- P - propagación(QSB)Fluctuaciones de la Señal
- O - promedio de la calidad de la señal (de overall)(QRK)

## Señal "S"
Valora la intensidad de la señal. La valoración se puede hacer subjetivamente, no obstante la correcta puntuación solo se consigue observando la lectura del medidor de señal del receptor:"Smeter".La valoración podía quedar así:
- 5 Excelente
- 4 Buena
- 3 Aceptable
- 2 Mala
- 1 Inaudible

Normalmente los "Smeter" se calibra del "1" al "5"; facilitando su lectura directa.En el caso de que la valoración esté comprendida entre 1 y 9+40dB, podemos utilizar la siguiente tabla de conversión:
|           | SINPO | UNIDADES "S"  |
| --------- | ----- | ------------- |
| Excelente | 5     | más de 9+20dB |
| Buena     | 4     | de 9 a 9+20dB |
| Aceptable | 3     | de 5 a 9      |
| Mala      | 2     | de 2 a 5      |
| Inaudible | 1     | de 1 a 2      |

## Interference "I"
Califica la interferencia que otras estaciones de radio producen sobre la misma frecuencia o adyacentes:
- 5 Nula
- 4 Ligera
- 3 Moderada
- 2 Intensa
- 1 Extrema

En los casos de "moderada" a "extrema" es necesario especificar qué tipo de interferencia y la estación que la produce.Las interferencias pueden ser causadas tanto por estaciones de comunicaciones: Broadcasting,morse, teletipos..., como provocadas intencionadamente para dificultar la escucha de una determinada emisora.

## Noise "N" Ruido
Este apartado permite valorar el ruido existente y producido principalmente por las descargas eléctricas y la energía estática de la atmósfera.
- 5 Nulo
- 4 Ligero
- 3 Moderado
- 2 Intenso
- 1 Extremo

## Propagation o fading "P"
Las irregularidades de las señales son producidads por las variaciones de las superficies reflectantes en determinadas capas de la ionosfera, produciendo desvanecimientos más o menos intensos de las señales.
|           | SINPO | Fluctuaciones por Minuto |
| --------- | ----- | ------------------------ |
| NINGUNAS  | 5     | 0                        |
| LIGERAS   | 4     | 5                        |
| MODERADAS | 3     | de 5 a 10                |
| INTENSAS  | 2     | de 10 a 20               |
| EXTREMAS  | 1     | + de 20                  |

## Overall Merit "O"
En este apartado se valora la calidad global de escucha, que depende de las otras cuatro variables.La valoración es no obstante un poco subjetiva.Esto quiere decir que se debe ser muy estricto en la hora de evaluarlo.
- 5 Excelente
- 4 Buena
- 3 Aceptable
- 2 Pobre
- 1 Inservible

## Ejemplos
Nunca podremos dar la calificación más alta que la que hemos dado en la "I".Por ejemplo:
- SINPO = 52354 es incorrecta
- SINPO = 52352 más correcta

## Códigos SINPO y SINPFEMO (ITU-R)
El Sector de Radiocomunicaciones de la Unión Internacional de Telecomunicaciones (UIT-R) recomienda la codificación SINPO y SINPFEMO como clasificación de calidad de recepción.
| Escala | S                      | I                      | N                      | P                                | O                       |
| ------ | ---------------------- | ---------------------- | ---------------------- | -------------------------------- | ----------------------- |
| Escala | Intensidad de la señal | Efectos perjudiaciales | Efectos perjudiaciales | Efectos perjudiaciales           | Apreciación de conjunto |
| Escala | Intensidad de la señal | Interferencia          | Ruido                  | Perturbaciones de la propagación | Apreciación de conjunto |
| 5      | Excelente              | Nula                   | Nulo                   | Ninguna                          | Excelente               |
| 4      | Buena                  | Ligera                 | Ligero                 | Ligeras                          | Buena                   |
| 3      | Aceptable              | Moderada               | Moderado               | Moderadas                        | Aceptable               |
| 2      | Mediocre               | Intensa                | Intenso                | Intensas                         | Mediocre                |
| 1      | Apenas audible         | Muy Intensa            | Muy Intenso            | Muy Intensas                     | Apenas audible          |

SINPFEMO corresponde a una extensión del código SINPO para uso en comunicaciones de radiotelefonía y radiotelegrafía.
| Escala | S                      | I                      | N                      | P                                | F                              | E            | M                             | O                       |
| ------ | ---------------------- | ---------------------- | ---------------------- | -------------------------------- | ------------------------------ | ------------ | ----------------------------- | ----------------------- |
| Escala | Intensidad de la señal | Efectos perjudiaciales | Efectos perjudiaciales | Efectos perjudiaciales           | Frecuencia del desvanecimiento | Modulación   | Modulación                    | Apreciación de conjunto |
| Escala | Intensidad de la señal | Interferencia          | Ruido                  | Perturbaciones de la propagación | Frecuencia del desvanecimiento | Calidad      | Porcentaje                    | Apreciación de conjunto |
| 5      | Excelente              | Nula                   | Nulo                   | Ninguna                          | Ninguna                        | Excelente    | Máximo                        | Excelente               |
| 4      | Buena                  | Ligera                 | Ligero                 | Ligeras                          | Lenta                          | Buena        | Bueno                         | Buena                   |
| 3      | Aceptable              | Moderada               | Moderado               | Moderadas                        | Moderada                       | Aceptable    | Aceptable                     | Aceptable               |
| 2      | Mediocre               | Intensa                | Intenso                | Intensas                         | Rápida                         | Mediocre     | Mediocre o nulo               | Mediocre                |
| 1      | Apenas audible         | Muy Intensa            | Muy Intenso            | Muy Intensas                     | Muy rápida                     | Muy mediocre | Sobremodulado permanentemente | Apenas audible          |

Para formar un informe se señala la la palabra SINPO o SINPFEMO seguida de un grupo de cinco u ocho cifras respectivamente. Las características no evaluadas se señalan con la letra X en vez de un número.